# Ada eller Ardor
Ada eller Ardor (orig. Ada or Ardor: A Family Chronicle) er en roman af Vladimir Nabokov fra 1969. Den er samtidig hans længste.
Inspireret af den russiskfødte forfatters eksil i USA, udspiller romanens handling sig i en alternativ verden, Antiterra, hvor USA og Rusland er smeltet sammen til et land, Amerussia. Handlingen er kompleks, men centrerer sig om to søskendes livslange incestuøse forhold, der kobles sammen med lange filosofiske refleksioner om tidens karaktér. Bogen er rig på intertekstuelle referencer til både Nabokovs egne og andre forfatteres værker.
| Bog | Spire Denne artikel om bøger og tidsskrifter er en spire som bør udbygges. Du er velkommen til at hjælpe Wikipedia ved at udvide den. |